# Ben Carnevale
Bernard Louis Carnevale, detto Ben (Raritan, 30 ottobre 1915 – Williamsburg, 25 marzo 2008), è stato un cestista e allenatore di pallacanestro statunitense, membro del Naismith Memorial Basketball Hall of Fame dal 1970 in qualità di allenatore.